# Тирасполь
Тира́споль (або Тирáспіль, рум. Tiraspol, до 1792 року – Суклея) — місто в Молдові, друге за розміром місто країни після її столиці, Кишинева. З 1990 — де-факто — є столицею самопроголошеної невизнаної держави Придністровської Молдавської Республіки. Лежить на лівому березі річки Дністер, пристань. Назва міста походить від античної назви Дністра — «Тирас». Станом на 2022 рік населення міста складає 129 000 осіб.
Один з центрів українського життя у Придністров'ї. Поблизу міста діє пункт пропуску на кордоні з Україною Тирасполь—Гребеники.

## Назва
- Суклея – до 1792 року.
- Тирасполь – назва впроваджена 1792 року російською імператрицею Катериною II в рамках «Грецького проєкту» на честь давньогрецької назви Дністра — Тіра (грец. Τύρας і грец. πόλις — «місто»).

## Географія

### Розташування
Тирасполь розташований на південній околиці Східноєвропейської рівнини в степовій зоні. Місто розташоване на лівому березі річки Дністер за 90 км від місця її впадіння в Дністровський лиман. Тирасполь знаходиться неподалік від великих міст — приблизно за 105 км від Одеси і за 75 км від Кишинева, з якими він пов'язаний автомобільним та залізничним транспортом. Місто знаходиться у східноєвропейському часовому поясі.

### Клімат
Зима в Тирасполі — коротка, триває близько 80 днів. Сніговий покрив нестійкий через часті відлиги, його товщина рідко перевищує 20 см. Різкі зниження температур нетривалі — від 3-х до 5-ти днів. Весна — рання, стійкий перехід середньодобових температур через 0 °C спостерігається на початку березня. З десятих чисел травня до двадцятих чисел вересня в Тирасполі середньодобова температура зазвичай вища за 20 °C. Осінній період триває 75 — 80 днів. Для нього характерні перші приморозки в жовтні, рідше на початку листопада.
Середньомісячна температура найспекотнішого місяця — липня +22 °C, найхолоднішого — січня −3,0 °C. Середньорічна температура — +9,6 °C. Абсолютний максимум — +45 °C, абсолютний мінімум — 33 °C. Тривалість безморозного періоду в році становить 180—200 днів. Загалом річний хід температур характеризується рівністю, без різких перепадів.
| Клімат Тирасполя        | Клімат Тирасполя | Клімат Тирасполя | Клімат Тирасполя | Клімат Тирасполя | Клімат Тирасполя | Клімат Тирасполя | Клімат Тирасполя | Клімат Тирасполя | Клімат Тирасполя | Клімат Тирасполя | Клімат Тирасполя | Клімат Тирасполя | Клімат Тирасполя |
| Показник                | Січ.             | Лют.             | Бер.             | Квіт.            | Трав.            | Черв.            | Лип.             | Серп.            | Вер.             | Жовт.            | Лист.            | Груд.            | Рік              |
| Середній максимум, °C   | 0,7              | 2,3              | 7,8              | 16,5             | 22,5             | 25,8             | 27,4             | 27,3             | 23               | 16,1             | 8,6              | 3,3              | 15,1             |
| Середня температура, °C | −2,7             | −1               | 3,5              | 10,8             | 16,4             | 19,8             | 21,4             | 21               | 16,6             | 10,7             | 5                | 0,2              | 10,2             |
| Середній мінімум, °C    | −6,1             | −4,3             | −0,7             | 5,1              | 10,3             | 13,8             | 15,5             | 14,7             | 10,3             | 5,3              | 1,3              | −2,8             | 5,2              |
| Норма опадів, мм        | 33               | 35               | 28               | 35               | 52               | 72               | 63               | 49               | 38               | 26               | 36               | 38               | 505              |
| ----------------------- | ---------------- | ---------------- | ---------------- | ---------------- | ---------------- | ---------------- | ---------------- | ---------------- | ---------------- | ---------------- | ---------------- | ---------------- | ---------------- |
| Джерело: Weatherbase    |                  |                  |                  |                  |                  |                  |                  |                  |                  |                  |                  |                  |                  |

## Історія

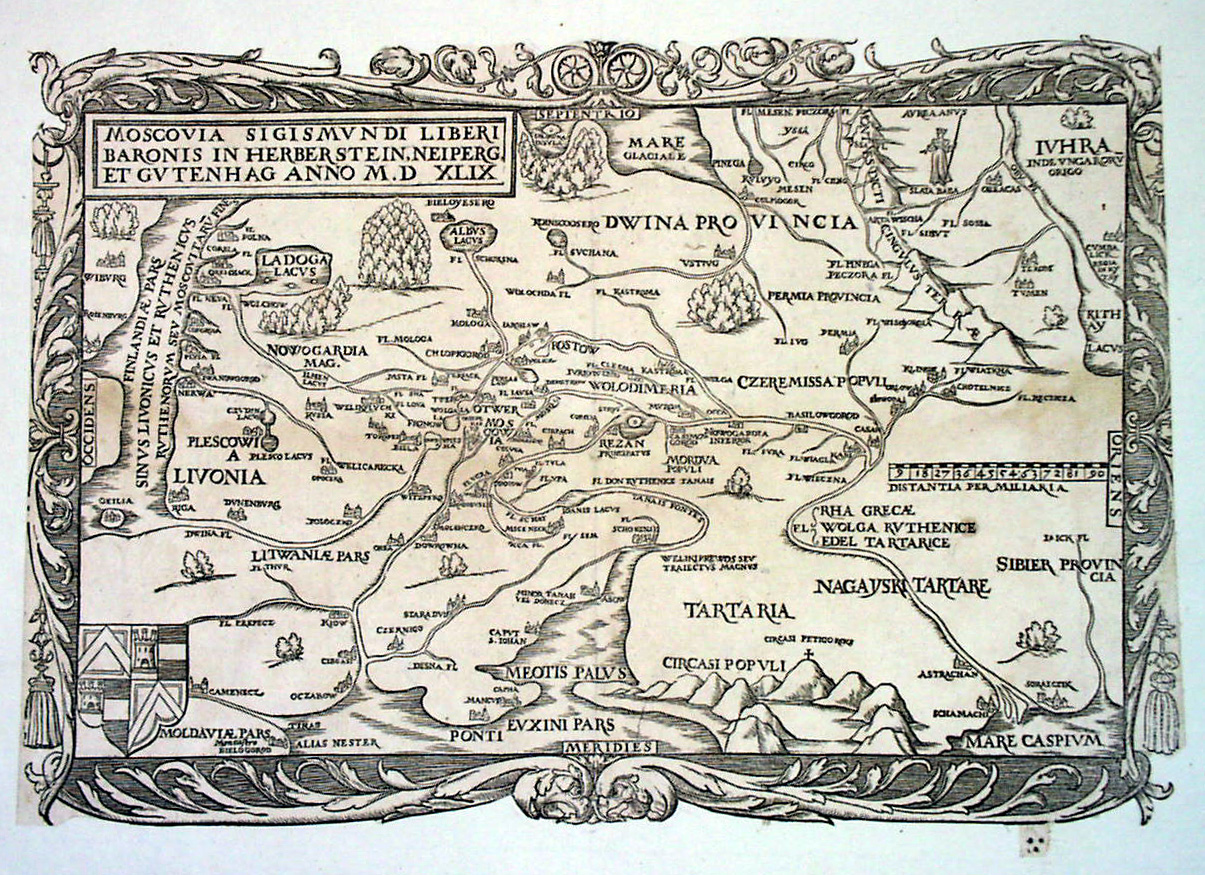
Мапа Московії з позначенням Придністров'я (у нижньому лівому куті), 1549 рік

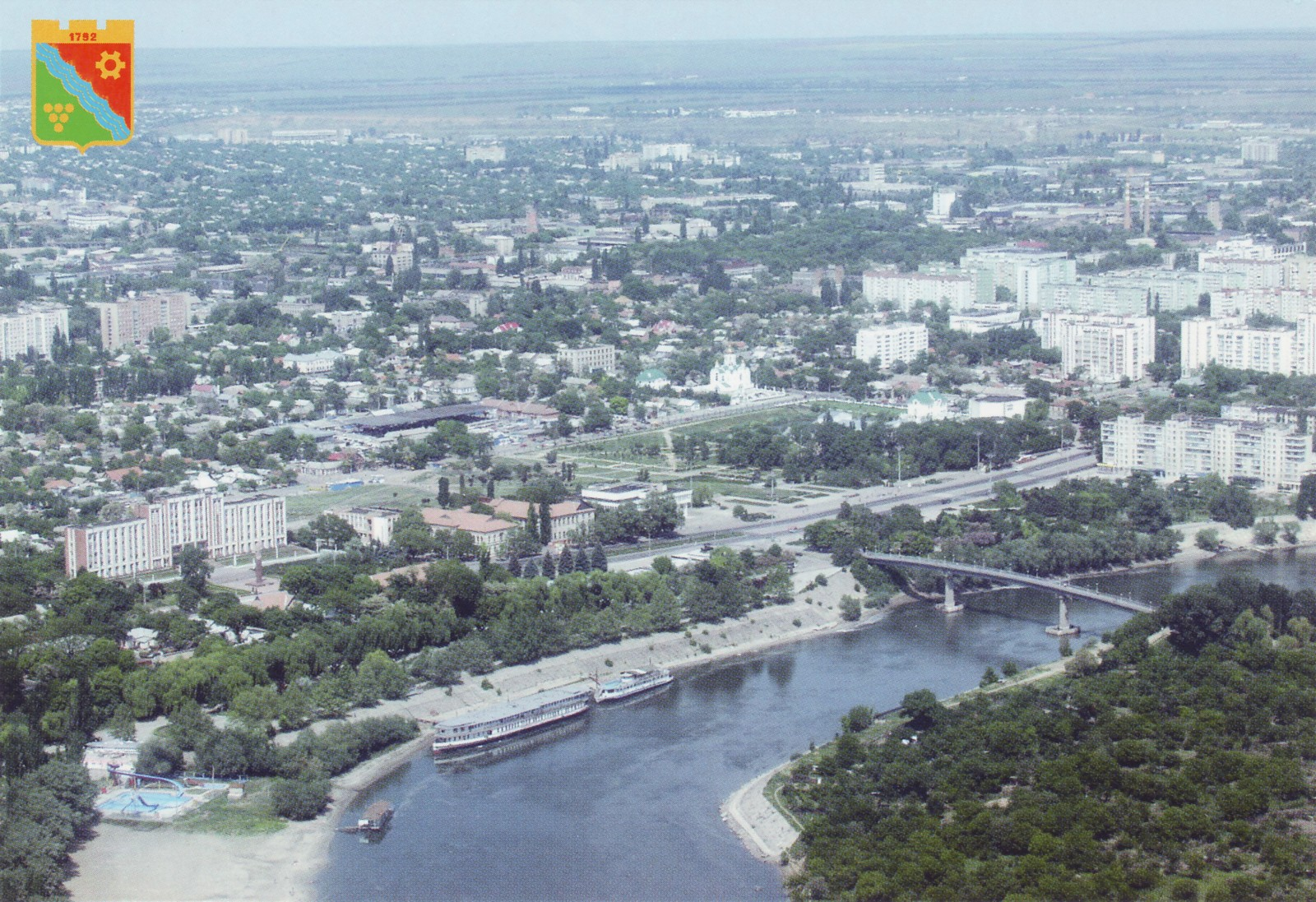
Панорама Тирасполя (2004 рік)

29 грудня 1791 (9 січня 1792), після завершення Російсько-австрійсько-турецької війни 1787—1791 роках, між Російською й Османською імперіями було укладено Ясський мирний договір, згідно з яким новий кордон між двома державами встановлено на південному заході по річці Дністер. До складу Російської імперії переходили українські землі між Південним Бугом і Дністром (так звана Ханська Україна). Ясський мирний договір посилив позиції Російської імперії на Кавказі й Балканах, призвів до остаточного загарбання усіх південноукраїнських земель російським імперіалізмом, створював сприятливі умови для розгортання експансіоністської політики Російської імперії.
1792 року російський фельдмаршал Суворов, у рамках організації Дністровської лінії, заклав фортецю Серединну на місці молдовського поселення Суклея. Тоді ж почалося будівництво церкви Святителя Христова Миколая. У зв'язку з будівництвом міста, жителі села Суклея переселилися на три версти нижче по Дністру. При фортеці було засновано місто Тирасполь (статус міста з 1795). За переписом 1795 року в місті проживало близько 2,5 тис. осіб. До 1795 року Тирасполь був центром Очаківської області, а з 1806 року став повітовим містом Херсонської губернії. У 1816 році в місті налічувалося близько 5,3 тис. жителів, до кінця першої половини XIX в. — близько 10 тис. У 1812 році, після окупації Бессарабії Російською імперією та за результатами Бухарестського мирного договору, кордони Російської імперії перемістилися до річки Прут, а військове значення Тираспольської фортеці втратилося. З 1835 року Тирасполь отримав статус повітового містечка, виконуючи переважно адміністративні та торгові функції. У 1867 році було побудовано залізницю, яка поєднала Тирасполь та Одесу, а в 1873 році — Тирасполь і Кишинів. У 1897 році в Тирасполі заснували винно-коньячний завод (сучасний KVINT). Спочатку це був очисний склад, який скуповував у населення виноматеріал і готував сорокаградусну горілку. З 1948 року підприємство почало виробляти коньячну продукцію, яка пізніше стала відомим брендом міста.
У період Першої світової війни розвиток міста сповільнився. У Тирасполі перші більшовики з'явилися 8 березня 1917 року, коли була утворена Тимчасова Рада робітничих депутатів Тираспольського повіту. 11 січня 1918 року в місті Тирасполі була встановлена радянська влада. У 1918 році Бессарабія увійшла до складу Румунського королівства, лівобережжя Дністра у 1924–1940, включно з Тирасполем, увійшла до складу Молдавської АРСР. З 1929 року Тирасполь — столиця МАРСРу. У цей період в Тирасполі будувалися заводи, фабрики і навчальні заклади. 1 травня 1939 відкрився Музей дореволюційного та радянського живопису, скульптури і народної творчості.
У 1940 році Радянський Союз анексував Румунську Бессарабію — МАРСР стала частиною Молдавської РСР зі столицею у Кишиньові, Тирасполь стає районним центром Молдавської РСР. Тирасполь динамічно розвивався аж до кінця 1980-х років. Високі темпи промислового виробництва, будівництво нових індустріальних та інфраструктурних об'єктів сприяли припливу населення, як із районів Молдови, так і з Росії та України. За цей період населення міста значно зросло — до кінця 1980-х років населення налічувалося біл. ніж 200 000 мешканців.
З 2 вересня 1990 року — столиця самопроголошеної Придністровської Молдавської Республіки (тут розташовані парламент і уряд ПМР).
25 квітня 2022 року в штаб-квартирі Міністерства держбезпеки Придністровської Молдавської Республіки в Тирасполі, столиці самопроголошеної країни, сталося кілька вибухів. Атака відбулася через тиждень після того, як високопоставлений російський військовий чиновник підняв питання російськомовних у Придністров’ї в контексті російського вторгнення в Україну, повторюючи виправдання Москви щодо війни в Україні. Генерал-майор Рустам Міннекаєв, виконувач обов’язків командувача Центральним військовим округом Росії, повідомив, що план воєнних дій Росії в Україні передбачає повний контроль над Південною Україною, що може забезпечити Російській Федерації сухопутний доступ до Придністровської Молдовської Республіки.

## Населення
Тирасполь розташований на півдні Автономного територіального утворення з особливим правовим статусом Придністров'я, між Аненій-Нойським та Каушенським районами. Площа міста сягає 92,6 км², густота населення — 1608 осіб/км².
- 1858 — 6555 (10 833 міськрада)
- 1888 — 21 479
- 1897 — 31 616[18]
- 1923 — 16 901[19] (18 267)
- 1926 — 18 431[20] (21 741[21]) осіб
- 1931 — 26 415
- 1939 — 38 тисяч осіб (43 676 міськрада)
- 1959 — 62 676 осіб
- 1970 — 105 232 осіб
- 1979 — 138 698 осіб
- 1989 — 181 862 осіб
- 2004 — 144 199 осіб[22]
- 2014 — 133 807 осіб
- 2022 — 129 тисяч осіб

Згідно з переписом 2004 року місто має такий національний склад: росіяни — 41,6 %, українці — 33,0 %, молдовани — 15,2 %, представники інших національностей (переважно гагаузи, болгари, білоруси, євреї та вірмени) — 10,2 %.
За даними перепису, 90,4 % жителів міста прийняли громадянство ПМР, при цьому частина з них одночасно є громадянами таких держав: Республіки Молдова — 16,2 %; Російської Федерації — 16,1 %, України — 12,4 %.
|                           | населення | молдовани | росіяни | українці | болгари | інші  | не вказано |
| ------------------------- | --------- | --------- | ------- | -------- | ------- | ----- | ---------- |
| Тирасполь                 | 129000    | 14,5 %    | 41,7 %  | 33,6 %   | 1,6 %   | 4,5 % | 4,1 %      |
| Дністровськ               | 12382     | 20,8 %    | 42,4 %  | 27,4 %   | 1,1 %   | 3,8 % | 4,5 %      |
| Новотираспольський        | 1488      | 20,8 %    | 38,4 %  | 31,5 %   | 1,9 %   | 7,3 % |            |
| Кременчуг                 | 1094      | 42,4 %    | 32,3 %  | 18,6 %   | 1,0 %   | 5,8 % |            |
| Тираспольська міська рада | 159163    | 15,2 %    | 41,6 %  | 33,0 %   | 1,5 %   | 4,5 % | 4,1 %      |

## Освіта і культура
Тирасполь має державний університет, юридичний інститут, вищий музичний коледж, філії вишів Росії та України, технікуми: харчової промисловості, плодо-овочевий, медичну школу, театр драми та комедії імені Н. Аронецької, Парк Перемоги.
З 1993 року в Тирасполі діє Республіканський український теоретичний ліцей-комплекс «Джерела».

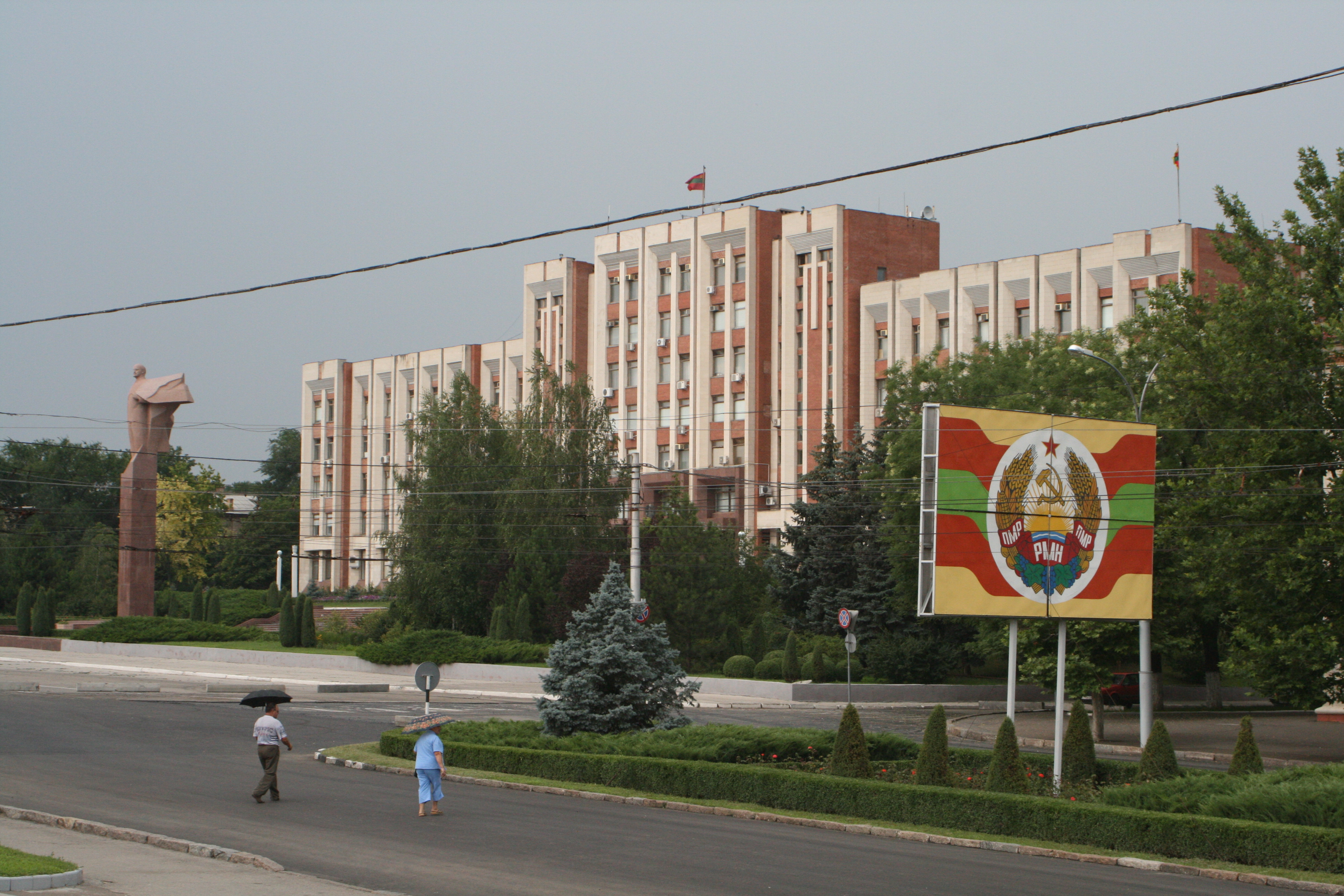
Будинок Парламенту в Тирасполі
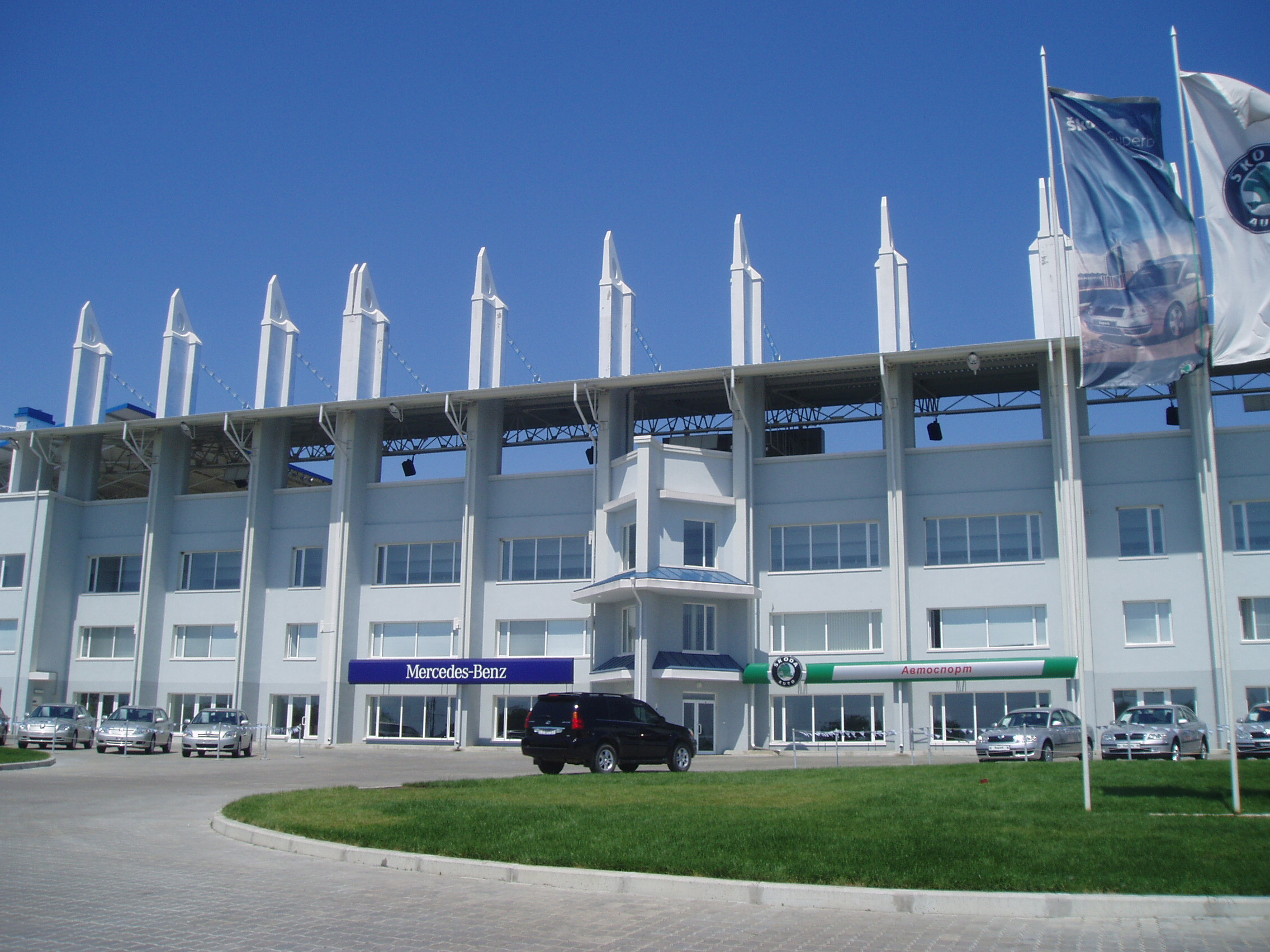
Стадіон «Шеріф»
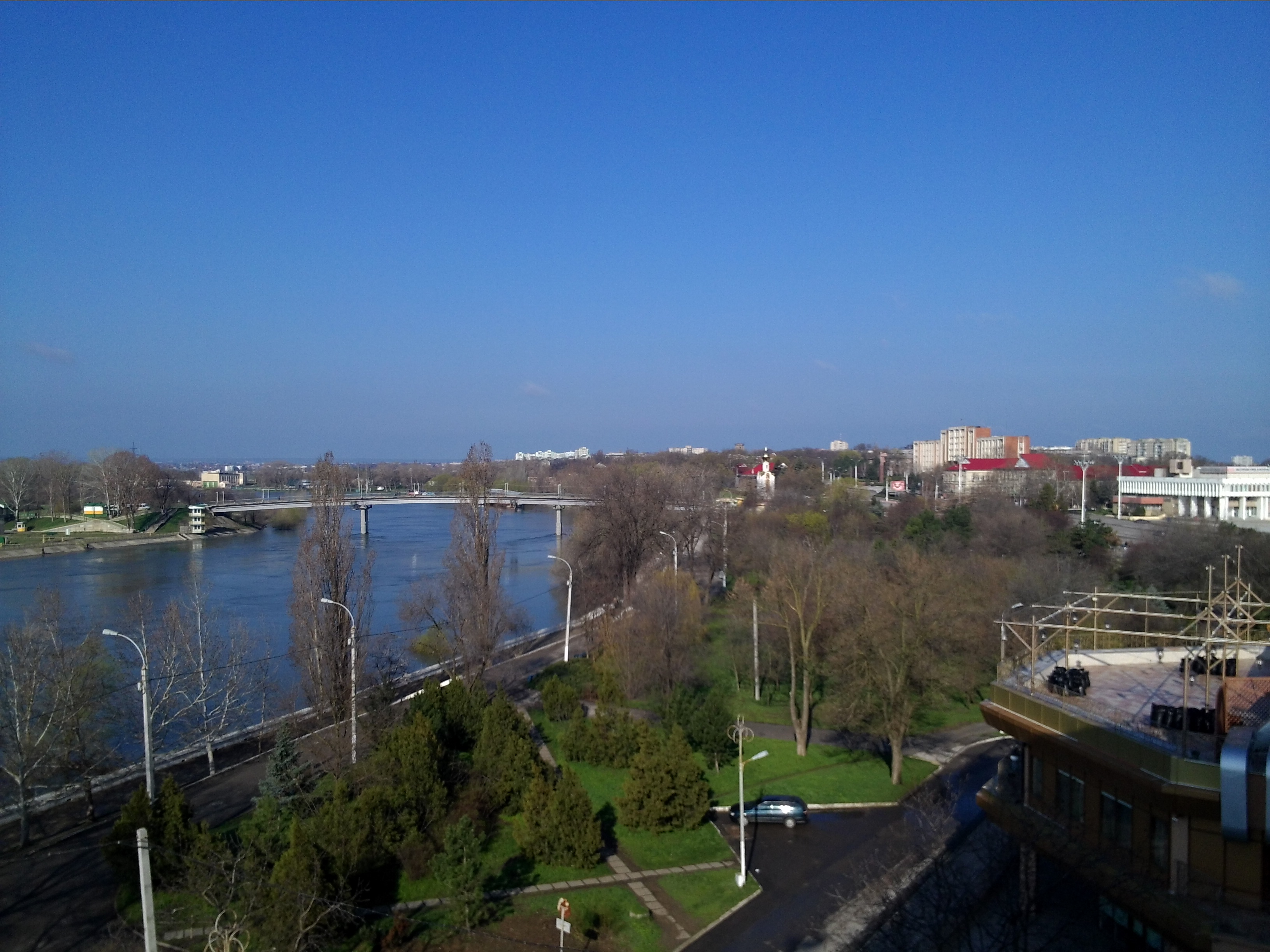
Вид на Дністер та Парламент з готеля «АИСТ»
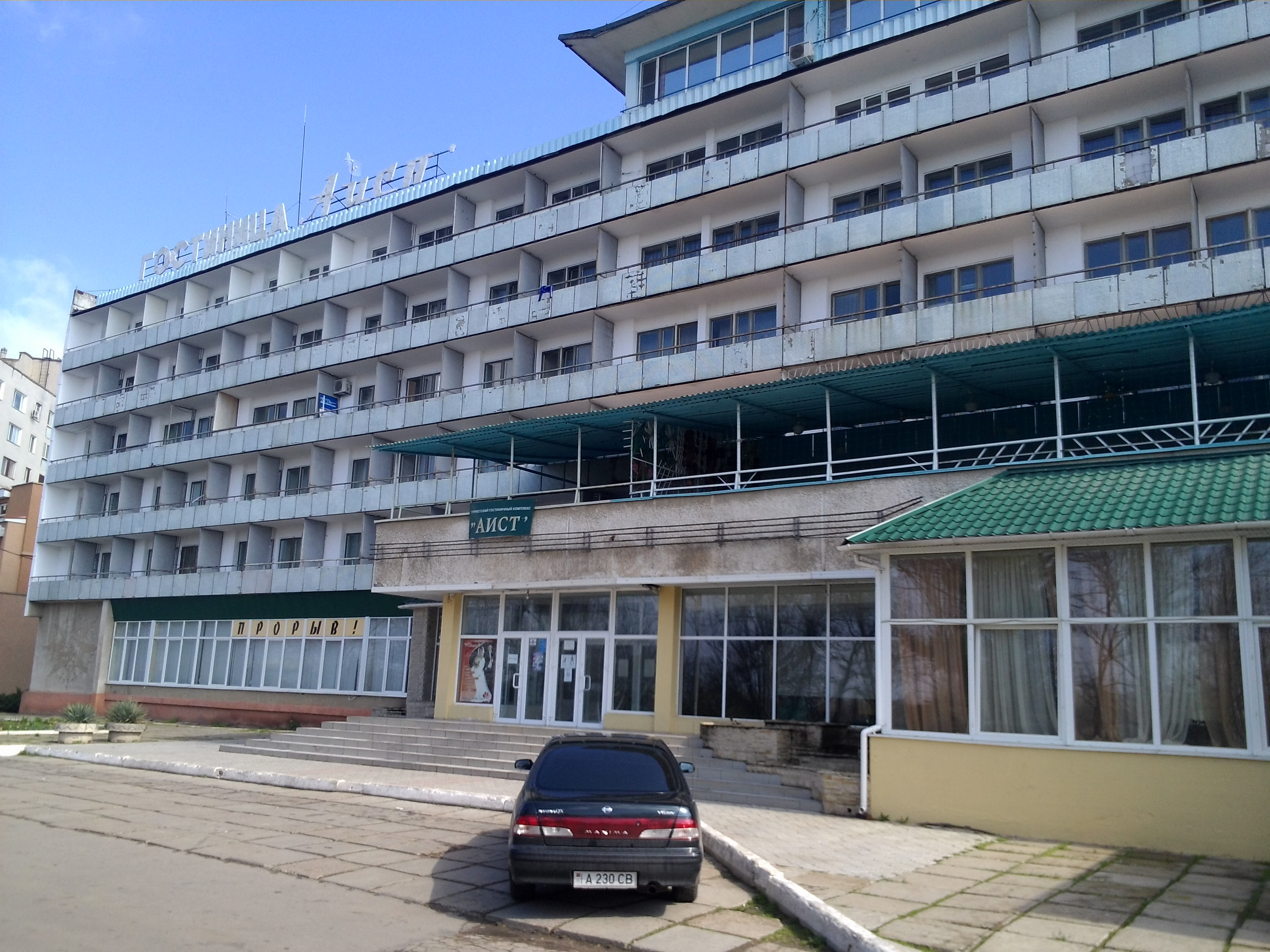
Готель «АИСТ»
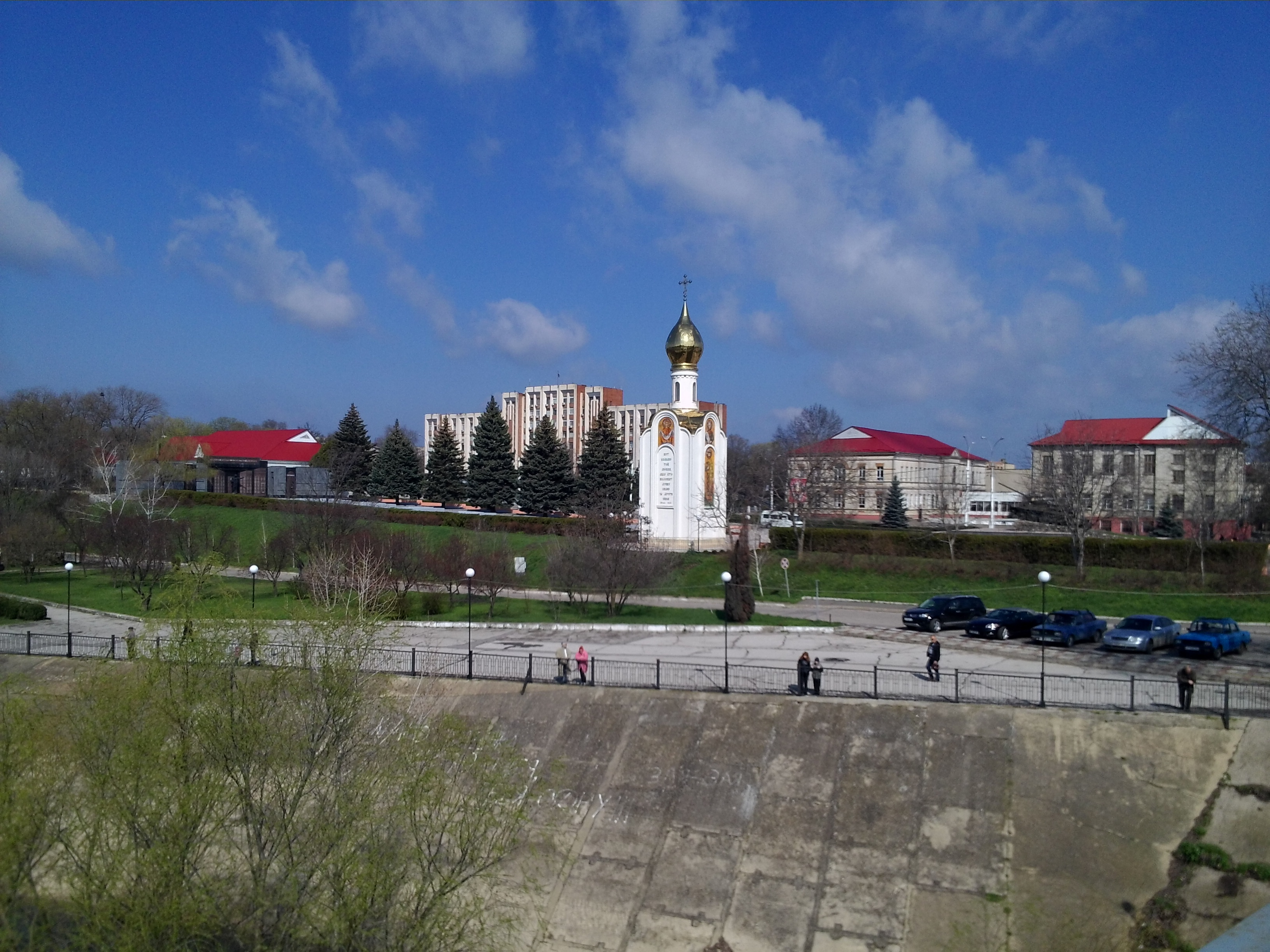
Вид на військовий меморіал та парламент
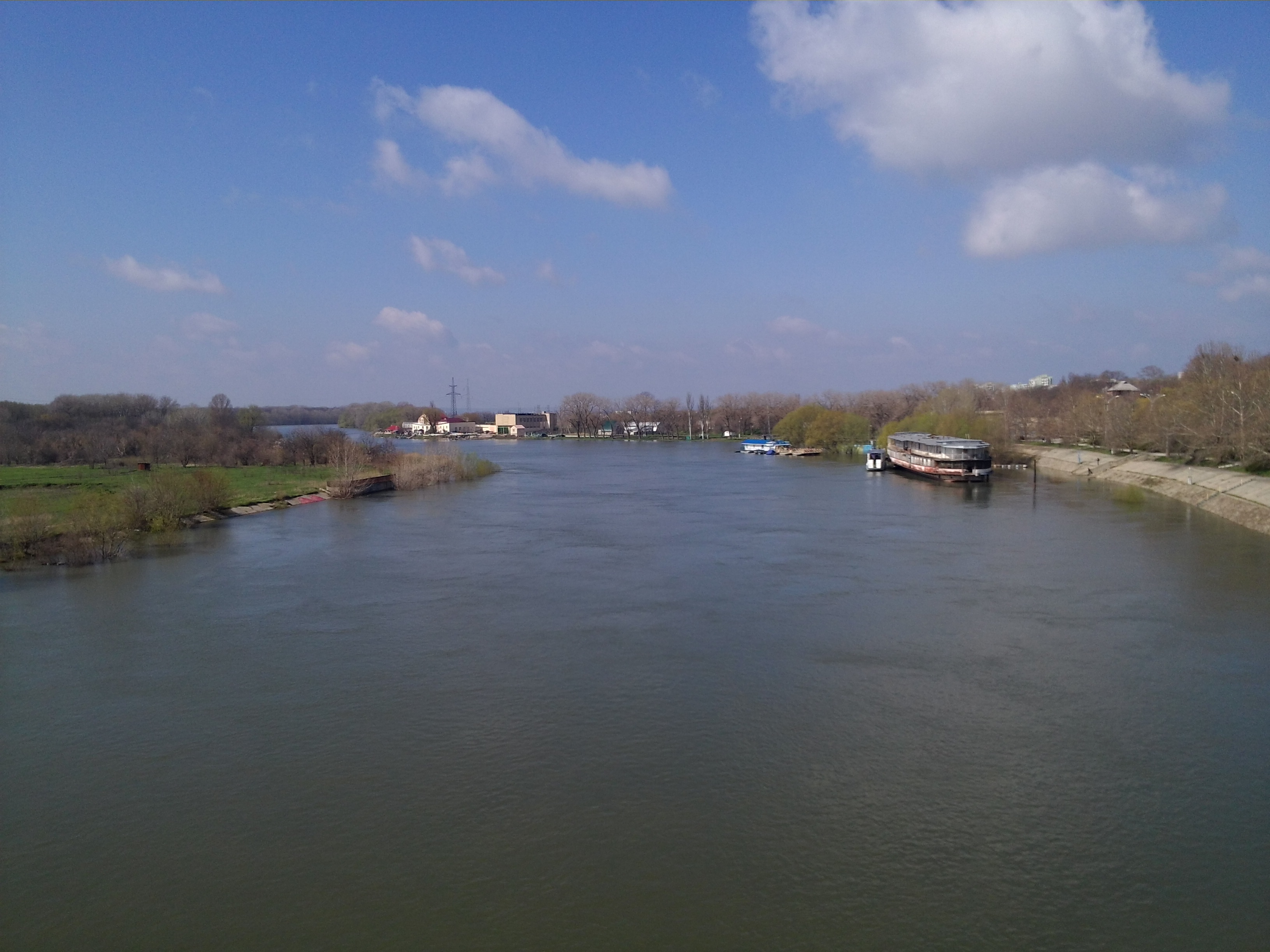
Дністер у Тирасполі
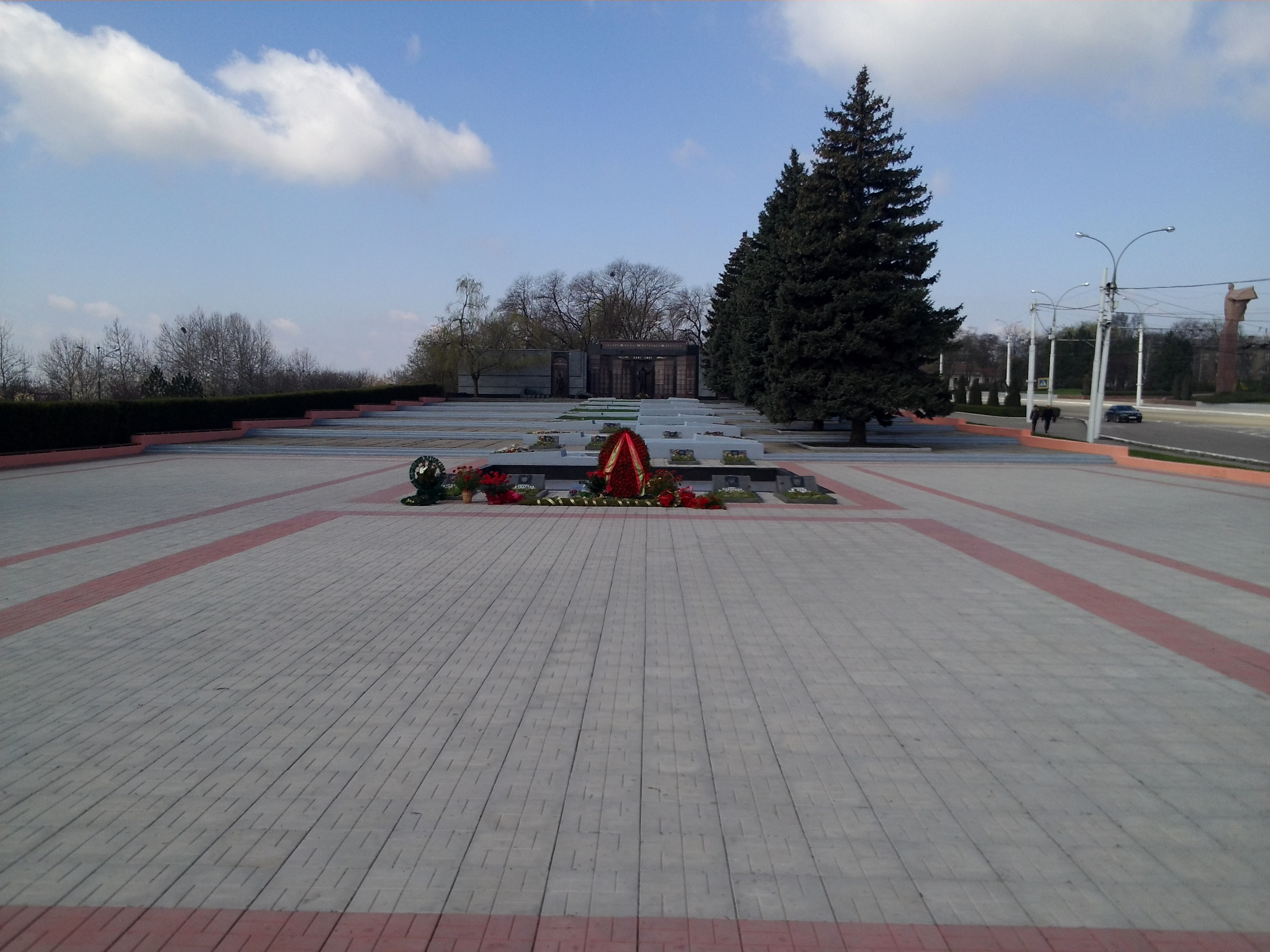
Військовий меморіал
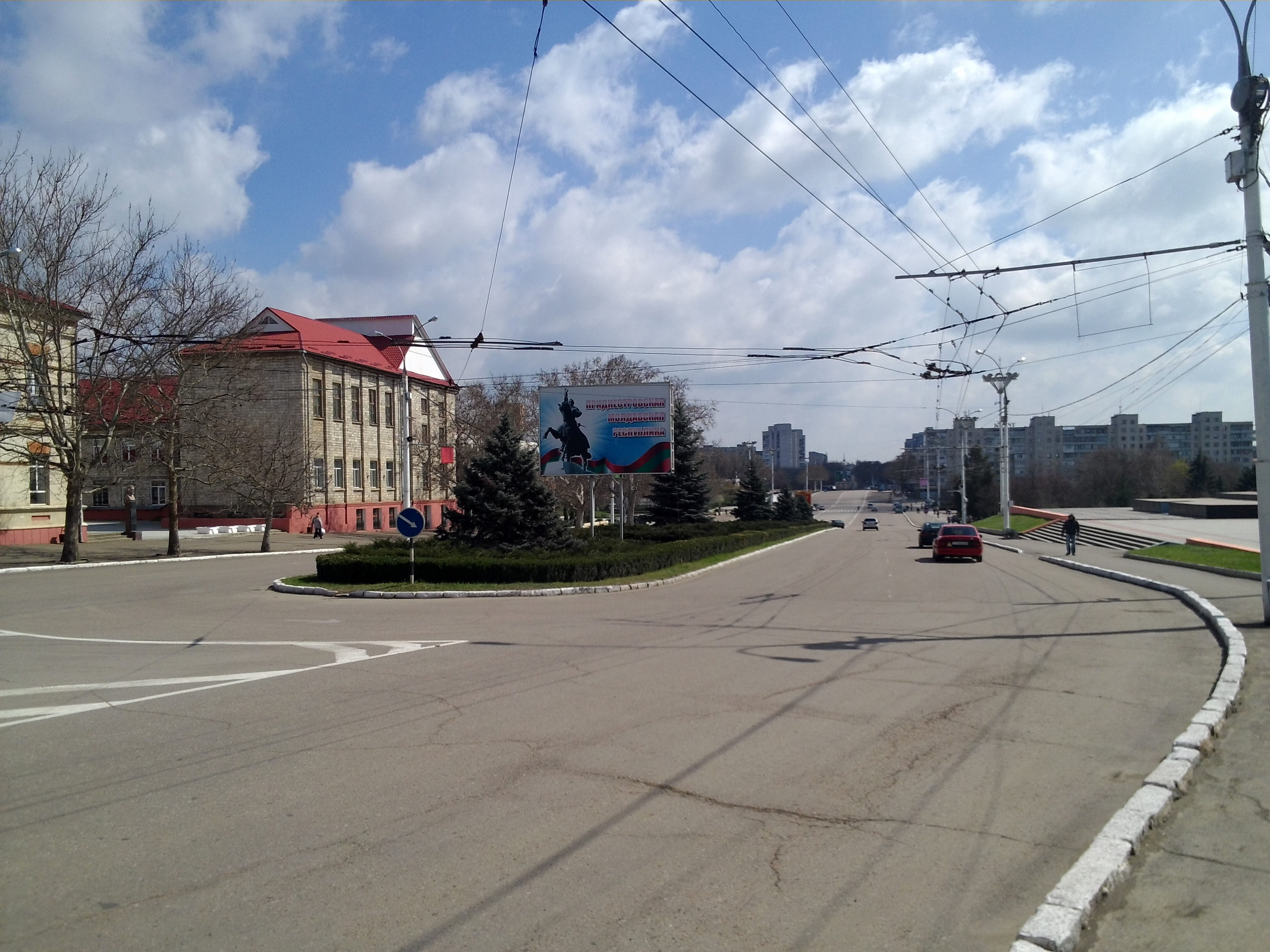
У центральній частині міста
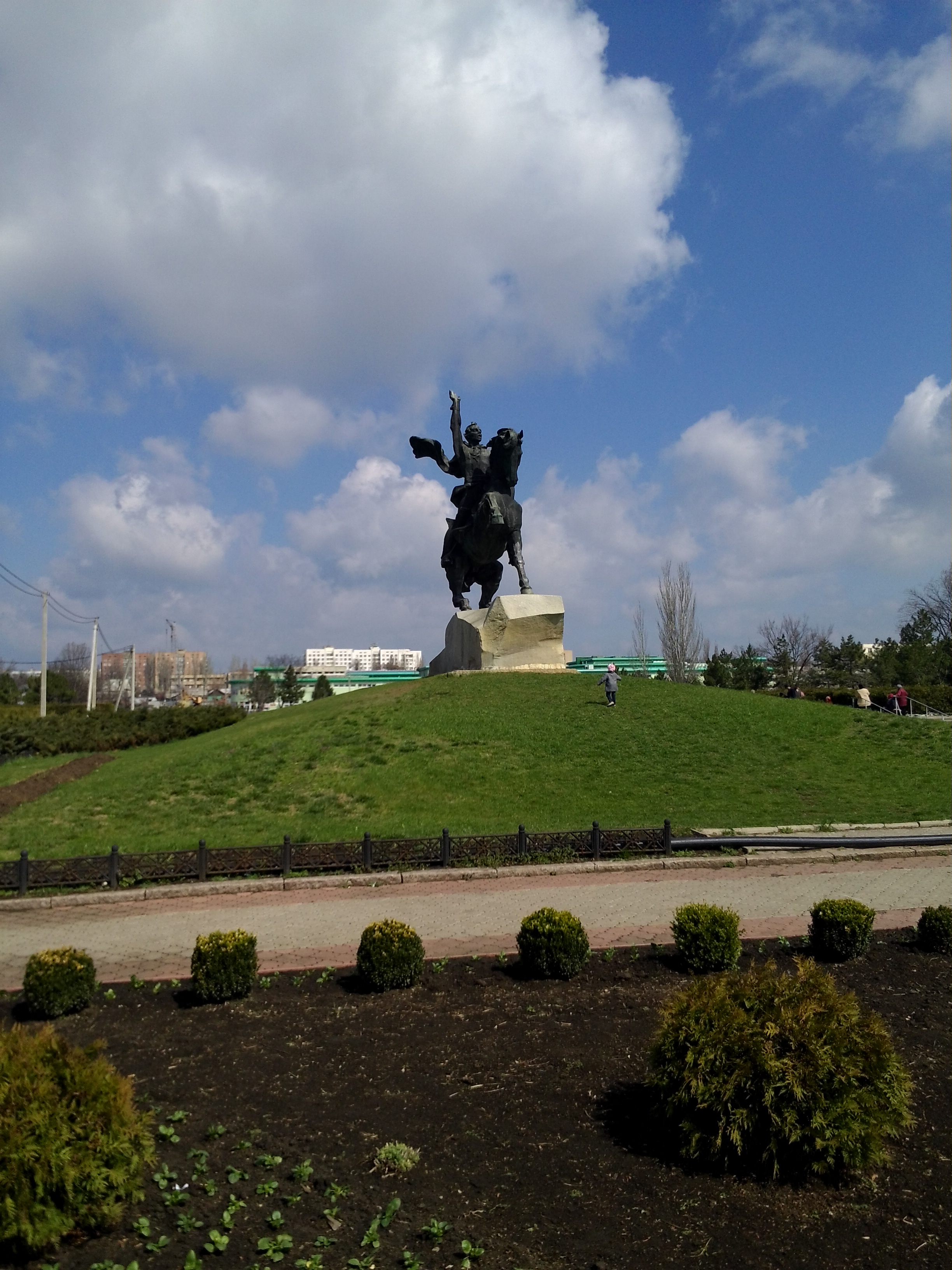
Пам'ятник Суворову
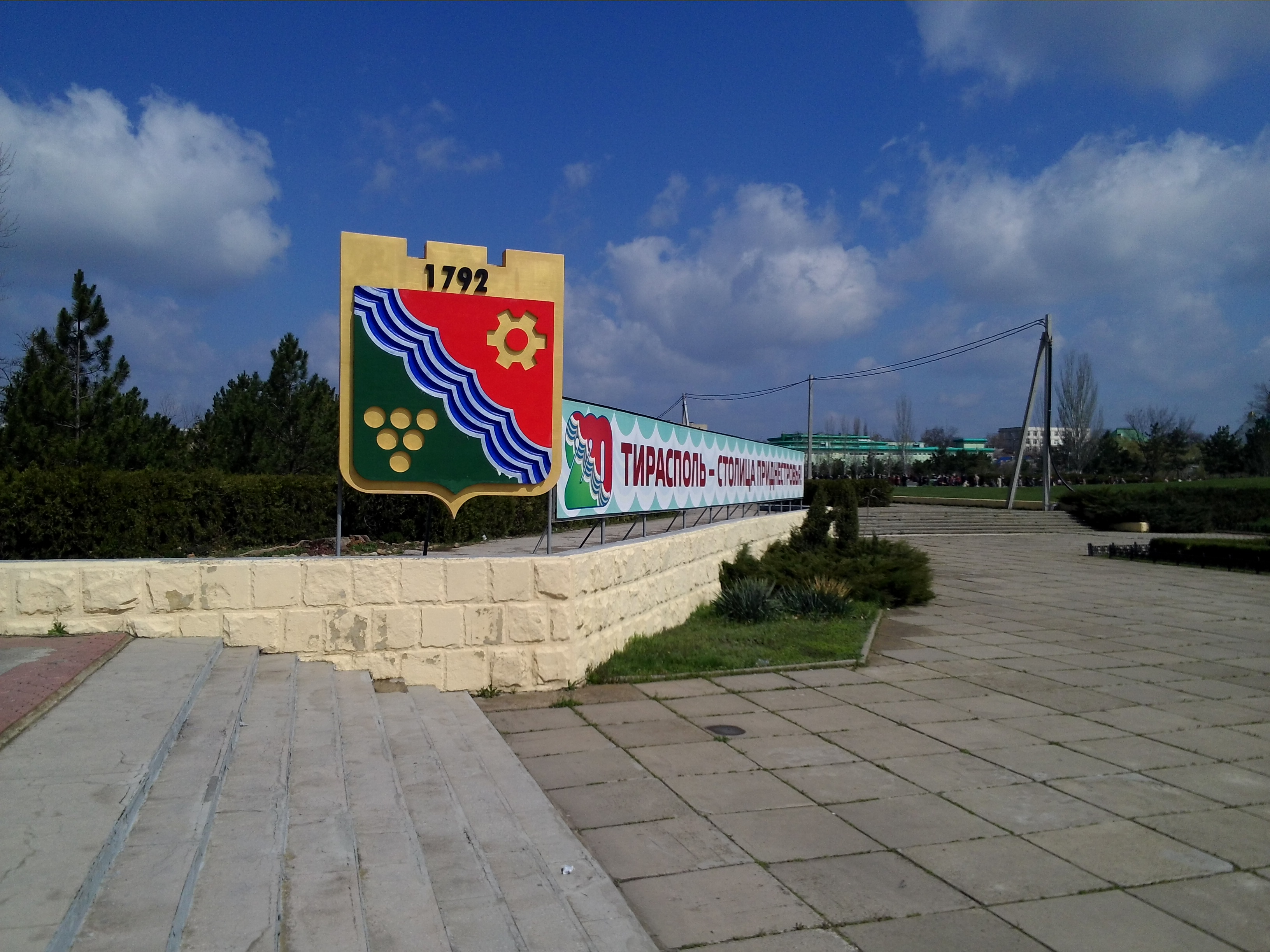
Герб міста
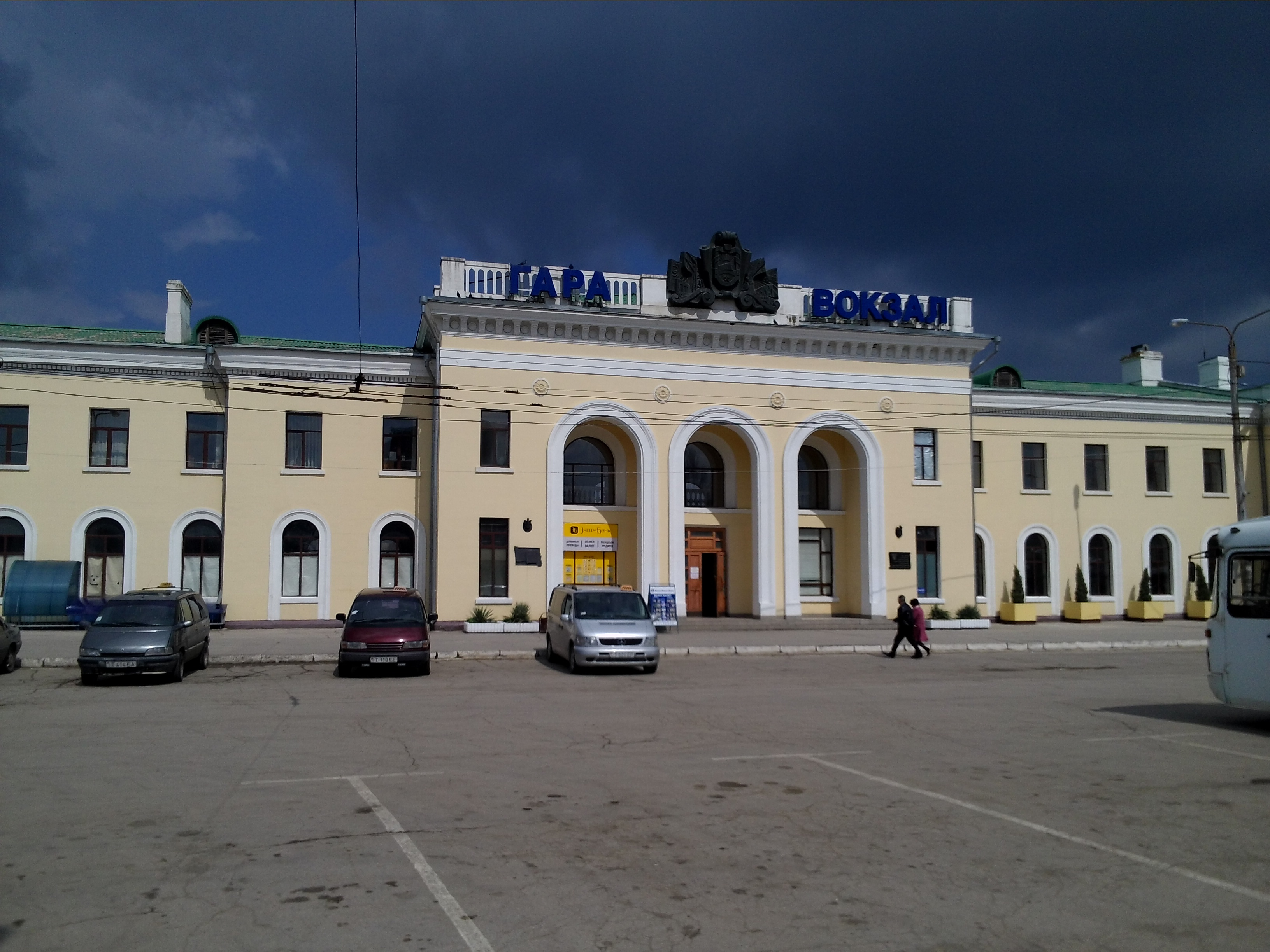
Залізнична станція та автовокзал
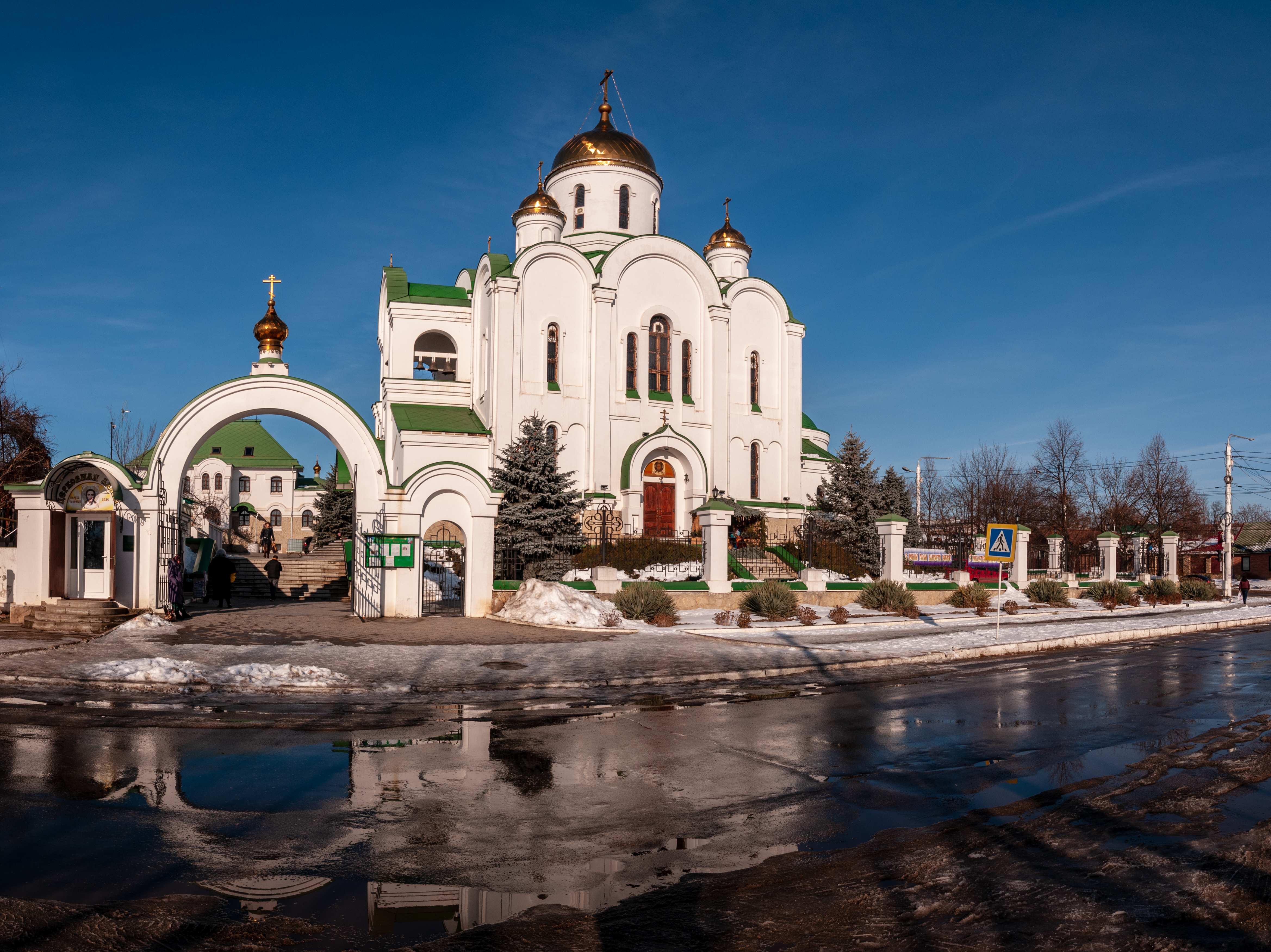
Собор Різдва Христового (Тирасполь)

За розробкою Міністерства освіти Придністровської Молдавської Республіки почали вивчати в школах Тирасполя предмет «Тирасполезнавство», з 1 вересня 2011 року., а навчання стало шестиденним.
В основі предмета йде вивчення історії та географії Тирасполя, а також відвідуються виставки та інші об'єкти культури міста.
Ініціативу введення предмета «Тирасполезнавство» до шкільної програми міських навчальних закладів започатковано в листопаді 2008 року. Постійна депутатська комісія Тираспольської міськради з народної освіти виступила зі зверненням до прес-служби міської ради народних депутатів міста Тирасполя. У рамках гранту для розробки шкільної програми для предмета у 2008 році було виділено 50 тисяч рублів ПМР.
Програму курсу «Тирасполезнавство» розробили викладачі-історики, а рецензування дисципліни провели співробітники Придністровського державного інституту розвитку освіти, Тираспольського об'єднаного музею і вчені-історики ПДУ.

## Економіка та промисловість
Тирасполь — значний економічний і культурний центр. За радянської доби тут було зосереджено більшість підприємств військово-промислового комплексу Молдови. Розвинена харчова промисловість, зокрема існують консервні та винно-коньячні заводи. Також розвинені легка, хімічна та деревопереробна промисловості.

### Міжнародна співпраця

#### Міста-побратими
- 1973 —  УРСР/  Україна, Тернопіль[32]
- 1981 —  Португалія, Сантарен[32]
- 1987 —  Норвегія, Тронгейм[33]
- 2002 —  Німеччина, Айленбург[34][35]
- 2002 —  Білорусь, Мінськ[36]
- 2004 —  Україна, Миколаїв[2]
- 2006 —  Україна, Білгород-Дністровський[32]
- 2006 —  Росія, Волгоград[37]
- 2006 —  Україна, Ізмаїл[32]
- 2006 —  Росія, Калуга[32]
- 2006 —  Росія, Курськ[32]
- 2006 —  Україна, Одеса[32]
- 2006 —  Грузія, Сухумі[38][39]
- 2006 —  Україна, Херсон[32]
- 2006 —  Грузія, Цхінвалі[32][40]
- 2006 —  Україна, Черкаси[32]
- ? —  Ізраїль, Ашдод[32]
- ? —  Молдова, Бєльці[32]
- ? —  Молдова, Комрат[32]
- ? —  Росія, Обнінськ[32]
- ? —  Росія, Південно-Східний адміністративний округ[32]
- ? —  Росія, Сєверодвінськ[32]

## Відомі люди
- Борисов Георгій Павлович (1930—2018) — український науковець-матеріалознавець, педагог, доктор технічних наук.
- Бочковський Володимир Олександрович — радянський військовий діяч, Герой Радянського Союзу.
- Зелінський Микола Дмитрович — український вчений, хімік-органік, академік АН СРСР.
- Іванов, Георгій Іванович (1882—1937) — колезький радник, педагог, директор Тираспольского Олексіївського чоловічого училища[41].
- Козак Михайло Павлович — зоолог-морфолог, професор.
- Кохаль Володимир Володимирович (* 1941) — український живописець, заслужений художник УРСР.
- Ларіонов Михайло Федорович — російський художник, один із засновників російського авангарду.
- Лутц Вільгельм Готлібович — український військовий діяч, підполковник Армії УНР.
- Матюшков Олександр Михайлович — український військовий діяч, підполковник Армії УНР.
- Отмарштейн Юрій Оттович — український військовий діяч часів Української Народної Республіки, полковник Армії УНР.
- Павлоцький Михайло Аркадійович — радянський військовий діяч, Герой Радянського Союзу.
- Попова Лариса Михайлівна — молдовська веслувальниця, учасниця літніх Олімпійських ігор 1976 та 1980 років.
- Сташевський Владислав Станіславович — російський поп-співак, популярний у 90-х роках.
- Фурманова Зінаїда Леонідівна — український кінокритик, сценарист.
- Цвєтков Гліб Миколайович — український політолог радянських часів.
- Шумський Юрій Васильович (1887—1954) — український актор.